# Rudolf IV. von Nidau
Rudolf IV. von Nidau (französisch Rodolphe IV de Nidau; † 8. Dezember 1375 in Büren an der Aare) war Graf und Herr von Nidau. Als Landvogt stand er zwischen Bern, Solothurn, dem Fürstbistum Basel und dem Haus Habsburg.

## Leben
Rudolfs Eltern waren Rudolf III. von Nidau und Jonata († vor 1329), Tochter des Amadeus von Neuenburg († 1288). Er wurde 1339 mit Isabella, Tochter Ludwigs von Neuenburg verheiratet. Die Ehepartner waren beide minderjährig. Ihre Ehe blieb kinderlos.
Rudolf von Erlach war bis 1345 Vormund des minderjährigen Rudolf, der 1336 erstmals urkundlich erwähnt wurde. Rudolf IV. von Nidau erwarb Herzogenbuchsee und Wangen an der Aare von den Grafen von Aarberg und von Kyburg. Er konnte so seine Herrschaft bis Olten ausbauen, verschuldete sich aber zunehmend. Im Hundertjährigen Krieg kam er 1356 als Söldnerführer bei Poitiers in englische Gefangenschaft. Ab 1363 war Rudolf österreichischer Rat und wurde fünf Jahre später österreichischer Landvogt in Schwaben und im Elsass sowie von 1369 bis 1371 Landvogt in Schwaben, im Thurgau und im Aargau. Kinderlos bestimmte er 1368 gegen den Willen seiner Frau seinen Neffen Rudolf von Kyburg zum Erben mit Namen und Wappen. Als letzter der Grafen von Neuenburg zu Nidau starb er bei der Verteidigung von Büren im Guglerkrieg. Die Herrschaft Nidau kam an die Kyburger. Seine Frau vererbte die Grafschaft Neuenburg an Konrad III. von Freiburg, den Sohn ihrer Halbschwester Varenne.
Die Skulptur Rudolfs IV. ist Teil des Grabmals der Grafen von Neuenburg, das sein Schwiegervater 1372 errichten liess.

## Belege
1. 1 2 3  Peter Niederhäuser: Rudolf IV. von Nidau. In: Historisches Lexikon der Schweiz.  24. Februar 2011.
2. 1 2  Lionel Bartolini: Isabella von Neuenburg. In: Historisches Lexikon der Schweiz.  4. November 2010.
3. ↑  Dave Lüthi: Neuchâtel. Collégiale. ne-54. In: Le Marbre et la Poussière. Lausanne 2013, S. 172–173.

| Personendaten    | Personendaten            |
| ---------------- | ------------------------ |
| NAME             | Rudolf IV. von Nidau     |
| ALTERNATIVNAMEN  | Rodolphe IV de Nidau     |
| KURZBESCHREIBUNG | Graf von Neuenburg-Nidau |
| GEBURTSDATUM     | 14. Jahrhundert          |
| STERBEDATUM      | 8. Dezember 1375         |
| STERBEORT        | Büren an der Aare        |